# Cixius azomariae
Cixius azomariae är en insektsart som beskrevs av Adolf Remane 1979. Cixius azomariae ingår i släktet Cixius och familjen kilstritar.
Artens utbredningsområde är Spanien. Inga underarter finns listade i Catalogue of Life.